# Frederic Ullman junior
Frederic Ullman Jr. (* 19. April 1903 in Buffalo, New York; † 26. Dezember 1948 in Los Angeles) war ein US-amerikanischer Filmproduzent, Filmregisseur und Drehbuchautor, der drei Mal für einen Oscar nominiert war.

## Leben
Ullman begann seine Laufbahn in der Filmwirtschaft Hollywoods als Produzent von Dokumentarfilmen 1933 mit This Is America, eine für Beekman Film Corporation produzierte Darstellung von Ereignissen der US-Geschichte vom Ende des Ersten Weltkrieges bis 1933.
Für den für RKO Pictures produzierten dokumentarischen Kurzfilm Conquer by the Clock (1942) war Ullman bei der Oscarverleihung 1943 erstmals für einen Oscar nominiert, und zwar in der Kategorie „Bester Dokumentarfilm“. Eine weitere Oscarnominierung in der Kategorie „Bester Kurzfilm“, Unterkategorie Two-Reel, bekam er 1944 für Letter to a Hero (1943), der ebenfalls für RKO Pictures hergestellt worden war.
Seine dritte und letzte Nominierung erfolgte in der Kategorie „Oscar für den besten Dokumentar-Kurzfilm“ für den ebenfalls für RKO Pictures produzierten Film Passport to Nowhere (1947).
Im Laufe seiner bis zu seinem Tod dauernden Karriere war Ullman an der Herstellung von rund dreißig Filmen beteiligt, aber auch an der von der NBC produzierten populären Radioshow Information Please, die von 1938 bis 1951 lief.

## Filmografie (Auswahl)
- 1933: This Is America
- 1939: Television
- 1939: Five Times Five
- 1940: Siege
- 1940: I’m Still Alive
- 1942: Private Smith of the U.S.A.
- 1942: Conquer by the Clock
- 1943: Letter to a Hero
- 1947: Passport to Nowhere
- 1949: Das unheimliche Fenster (The Window)